# Ernest Charles Jean-Baptiste Dumas
Pour les articles homonymes, voir Dumas.
Ernest Charles Jean-Baptiste Dumas est un homme politique français, né le 26 février 1827 à Paris et mort le 24 février 1890 dans la même ville (5e arrondissement). Il est le fils de Jean-Baptiste Dumas.

## Mandat électif
- Député du Gard (1868-1870)

## Fonctions
- Secrétaire particulier de son père Jean-Baptiste Dumas, ministre du Commerce (1850-1851)
- Secrétaire du Conseil de perfectionnement du Haras de Saint-Cloud
- Secrétaire des Annales agronomiques
- Directeur de la monnaie de Rouen (1852) puis de la monnaie de Bordeaux (1860)
- Membre du Jury des expositions universelles de Paris (1855) et de Londres (1862)

## Distinction
- Chevalier de la Légion d'honneur (1858)

## Œuvres
- Lois et règlements relatifs au drainage en Angleterre (1854)
- Essai sur la fabrication des monnaies (1856)
- Notes sur l'émission en France des monnaies décimales de bronze (1868)
- Histoire générale des monnaies de cuivre et de bronze en France (1873)

## Sources
- « Ernest Charles Jean-Baptiste Dumas », dans Adolphe Robert et Gaston Cougny, Dictionnaire des parlementaires français, Edgar Bourloton, 1889-1891 [détail de l’édition]